# Ebrahim Raisi
Sayyid Ebrahim Raisol-Sadati (em persa: سید ابراهیم رئیس‌الساداتی; Mexede, 14 de dezembro de 1960 – Varzaqan, 19 de maio de 2024), comumente conhecido como Ebrahim Raisi (em persa: ابراهیم رئیسی, pronúnciaⓘ), foi um político e jurista conservador iraniano que  serviu como presidente do Irã de 2021 a 2024.
Ele ocupou vários cargos no sistema judicial do Irã, como Procurador-Geral (2014 a 2016) e Vice-Chefe de Justiça (2004 a 2014). Também foi promotor e procurador adjunto de Teerã nas décadas de 1980 e 1990. Foi ainda uma das quatro pessoas pertencentes ao comité de acusação responsável pela execução de milhares de presos políticos no Irão em 1988 e rotulado de "comitê da morte". Ele foi custodiante e presidente da Astan Quds Razavi, uma bonyad, de 2016 a 2019. Ele também é membro da Assembleia de Peritos da província de Coração do Sul, sendo eleito pela primeira vez nas eleições de 2006. Ele é genro de Ahmad Alamolhoda, Grande Imam do santuário Imam Reza.
Raisi concorreu à presidência em 2017 como candidato da conservadora Frente Popular das Forças da Revolução Islâmica, perdendo para o presidente em exercício Hassan Rouhani, na proporção de 57% a 38,3%. Em 2021, foi eleito presidente do Irã com 62% dos votos. Foi considerado um presidente ultraconservador religiosa e socialmente, com uma postura anti-Ocidental e defensor da expansão da influência iraniana pelo Oriente Médio. Foi acusado de crimes contra a humanidade por organizações internacionais de direitos humanos e relatores especiais das Nações Unidas.
Em 19 de maio de 2024, um helicóptero que transportava Raisi caiu numa floresta próxima de Varzaqan, na região de Azerbaijão Oriental, no noroeste do Irã. Sua morte foi confirmada no final do mesmo dia.

## Juventude
Ebrahim Raisi nasceu em 14 de dezembro de 1960 em uma família clerical persa no distrito Noghan de Mexede. Seu pai, Seyed Haji, morreu quando ele tinha 5 anos.

### Educação acadêmica
Não há nenhuma fonte confiável para verificar o histórico de escolaridade tradicional de Raeisi. Em sua biografia no site de sua campanha menciona apenas o ensino fundamental, mas não menciona se ele concluiu o ensino médio. Afirmou ter doutorado em Direito Privado pela Universidade de Motahari, mas isso foi contestado.
Raisi começou seus estudos no Seminário de Qom aos 15 anos. Depois, decidiu estudar na escola Navvab por um curto período. Em seguida, ele foi para a escola Ayatollah Sayyed Muhammad Mousavi Nezhad, onde estudava enquanto também ensinava outros alunos. Em 1976, ele foi para Qom continuar seus estudos na escola Ayatollah Borujerdi. Ele foi aluno de Seyyed Hossein Borujerdi, Morteza Motahhari, Abolghasem Khazali, Hossein Noori Hamedani, Ali Meshkini e Morteza Pasandideh. Raisi também completou seu KharejeFeqh (fiqh externo) com Seyyed Ali Khamenei e Mojtaba Tehrani.

## Carreira judiciária

### Primeiros anos
Em 1981, foi nomeado procurador de Caraje. Mais tarde, ele também foi nomeado promotor de Hamadã e exerceu os dois cargos juntos. Ele atuou simultaneamente em duas cidades mais de 300 quilômetros de distância uma da outra. Após quatro meses, foi nomeado procurador da província de Hamadã.

### Procurador adjunto de Teerã
Ele foi nomeado procurador adjunto de Teerã em 1985 e mudou-se para a capital. Depois de três anos e no início de 1988, ele recebeu provisões especiais de Ruhollah Khomeini para tratar de questões legais em algumas províncias como Lorestão, Semnã e Quermanxá.

### Execuções de 1988
Hussein-Ali Montazeri nomeou Raisi como uma das quatro pessoas envolvidas nas execuções de prisioneiros políticos iranianos de 1988. Outras pessoas foram Morteza Eshraghi (Procurador de Teerã), Hossein-Ali Nayeri (juiz) e Mostafa Pourmohammadi (representante do MOI em Evin). Os nomes das duas primeiras pessoas são mencionados na ordem de Khomeini. Pourmohammadi negou seu papel, mas Raisi não comentou publicamente sobre o assunto ainda.
As execuções de prisioneiros políticos iranianos em 1988 foram uma série de execuções patrocinadas pelo estado de prisioneiros políticos em todo o Irã, começando em 19 de julho de 1988 e durando aproximadamente cinco meses. A maioria dos mortos era partidário dos Mujahedin do Povo do Irã, embora partidários de outras facções esquerdistas, incluindo o Fedaian e o Partido Tudeh do Irã (Partido Comunista), também tenham sido executados. De acordo com a Anistia Internacional, “milhares de dissidentes políticos foram sistematicamente sujeitos a desaparecimentos forçados em centros de detenção iranianos em todo o país e executados extrajudicialmente de acordo com uma ordem emitida pelo Líder Supremo do Irã e implementada em todas as prisões do país. Muitos dos mortos durante esse período foram submetidos a tortura e outros tratamentos ou penas cruéis, desumanos e degradantes no processo".
As mortes foram descritas como um expurgo político sem precedentes na história moderna do Irã, tanto em termos de escopo quanto de encobrimento. No entanto, o número exato de prisioneiros executados continua sendo um ponto de discórdia. A Anistia Internacional, depois de entrevistar dezenas de parentes, estima o número em milhares; e o então vice do líder supremo Ruhollah Khomeini, Hussein-Ali Montazeri, colocou o número entre 2 800 e 3 800 em suas memórias, mas uma estimativa alternativa sugere que o número ultrapassou 30 000. Devido ao grande número, os prisioneiros eram carregados em empilhadeiras em grupos de seis e enforcados em guindastes em intervalos de meia hora.

## Liderança do Astan Quds
Ele se tornou presidente da Astan Quds Razavi em 7 de março de 2016 após a morte de seu antecessor Abbas Vaez-Tabasi. Ele é a segunda pessoa a servir neste cargo desde 1979. O Líder Supremo Ali Khamenei enumerou servir aos peregrinos do santuário sagrado, especialmente os pobres e também servir nas proximidades, especialmente os pobres e despossuídos, como duas responsabilidades importantes de Raisi em sua ordem de nomeação.

## Possível sucessor como Líder Supremo
Em 2019, Saeid Golkar da Al Jazeera chamou Raisi de "o mais provável sucessor do Aiatolá Ali Khamenei" como Líder Supremo do Irã. Em 2020, Dexter Filkins o descreveu como "frequentemente mencionado" como sucessor de Khamenei.

## Eleição presidencial de 2021
Em 2021, Raisi concorreu novamente à presidência e ganhou a eleição. A eleição teve uma participação de 48,8%, com cerca de 63% dos votos indo para Raisi. Dos 28,9 milhões de votos, cerca de 3,7 milhões destes não foram contados, provavelmente porque eram votos de protesto em branco ou inválidos. De acordo com muitos observadores, a eleição presidencial iraniana de 2021 foi fraudada em favor de Raisi.

## Presidente do Irã

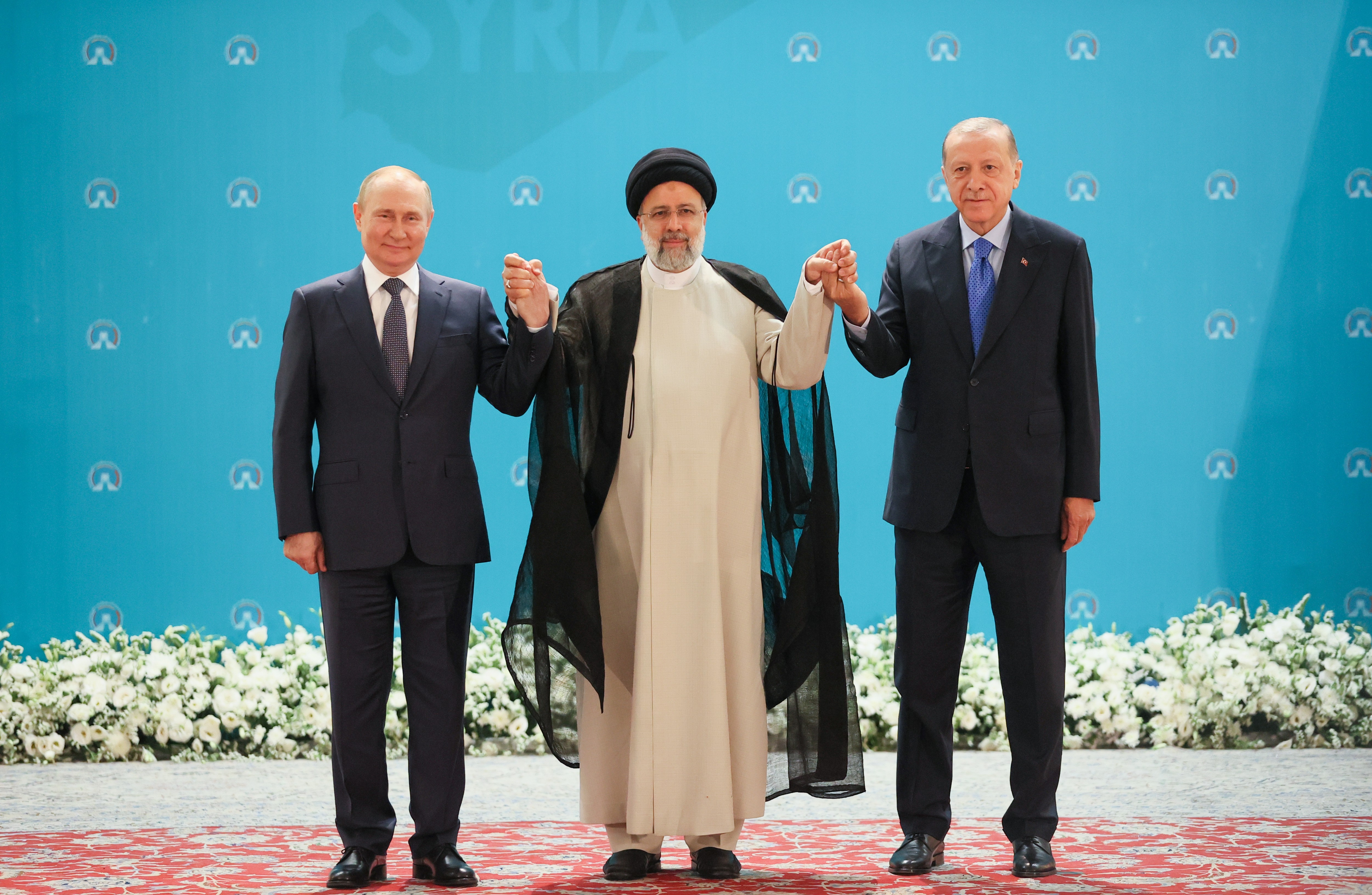
Raisi com o presidente russo Vladimir Putin e o presidente turco Recep Tayyip Erdoğan na cúpula Irã-Rússia-Turquia em Teerã, em julho de 2022.

Ebrahim Raisi foi nomeado presidente do Irã em 3 de agosto de 2021 pelo Líder Supremo Ali Khamenei. Em seu discurso de posse, Raisi prometeu se livrar das sanções dos Estados Unidos sobre o Irã, mas insistiu em manter a soberania econômica. Ele enfatizou o papel do Irã na estabilização do Oriente Médio e apoiou os esforços diplomáticos para remover as sanções, afirmando a intenção pacífica do programa nuclear iraniano. Raisi também afirmou que visaria melhorar a qualidade de vida do povo e defender os direitos humanos.
Raisi nomeou oficiais-chave, incluindo Mohammad Mokhber como Primeiro Vice-Presidente, Gholam-Hossein Esmaeili como chefe de gabinete e Masoud Mir Kazemi como chefe da Organização de Planejamento e Orçamento. Sua nomeação de Ahmad Vahidi como Ministro do Interior, envolvido no atentado à AMIA em 1994, foi condenada pela Argentina e por Israel.
O gabinete de Raisi, em sua maioria aprovado pela Assembleia Consultiva Islâmica, incluía muitos indivíduos sancionados pelos Estados Unidos. O ex-comandante da Guarda Revolucionária Iraniana, Mohsen Rezaee, foi nomeado Vice-Presidente para Assuntos Econômicos, apesar da condenação da Argentina devido ao seu envolvimento no atentado à AMIA.
Raisi anunciou a retomada das negociações sobre o programa nuclear, rejeitando a pressão ocidental. As nomeações continuaram, com Vice-Presidentes para Assuntos das Mulheres e Família, Assuntos Jurídicos e Assuntos Administrativos e de Recrutamento sendo nomeados.
Em 17 de setembro de 2022, eclodiram protestos após a morte de Mahsa Amini e agitação e protestos espalhados por todo o país. O Presidente Raisi prometeu criar uma comissão para investigar o assassinato, mas isto não afectou os protestos, uma vez que as agências de aplicação da lei estão alegadamente a retirar-se das pequenas cidades devido a tumultos incontroláveis.
Na política externa, durante o mandato de Raisi, o Irã intensificou o enriquecimento de urânio, dificultou as inspeções internacionais e apoiou a Rússia na invasão da Ucrânia. Além disso, o Irã lançou um ataque com mísseis e drones contra Israel durante o conflito de Gaza e continuou a armar grupos por procuração como o Hezbollah e o movimento dos Hutis.

## Morte
Em 19 de maio de 2024, um helicóptero que transportava Raisi sofreu um "pouso forçado" na província do Azerbaijão Oriental, perto da cidade fronteiriça de Jolfa, cerca de 600 quilómetros a noroeste de Teerão. No helicóptero viajavam também o ministro das Relações Exteriores Hossein Amirabdollahian, o governador da província e outros oficiais e seguranças. A informação foi dada por meios de comunicação social estatal iranianos, segundo os quais equipes de resgate tentam chegar ao local onde a aeronave aparenta ter caído, em uma área florestal rural com nevoeiro. Sua morte foi confirmada posteriormente.

## Ideologia política
Ebrahim Raisi era um defensor da segregação sexual. Ele também defendia a islamização das universidades, revisão da Internet e censura da cultura ocidental. Raisi vê as sanções econômicas como uma oportunidade.

### Economia
Raisi disse “Eu vejo a ativação de uma economia de resistência como a única forma de acabar com a pobreza e a privação no país”. Ele apoiava o desenvolvimento do setor agrícola em relação ao varejo comercial, o que “acabará beneficiando as marcas estrangeiras”.
Ele prometeu triplicar os benefícios mensais do estado, atualmente 450 000 riais por cidadão, para combater a corrupção e criar seis milhões de empregos.

### Política externa
Respondendo a repórteres sobre sua política externa, ele disse que “seria estabelecer laços com todos os países, exceto Israel”.

## História eleitoral
| Ano  | Eleição               | Votos      | %      | Classificação | Notas  |
| ---- | --------------------- | ---------- | ------ | ------------- | ------ |
| 2006 | Assembleia de Peritos | 200 906    | 68,6%  | 1.ª           | Ganhou |
| 2016 | Assembleia de Peritos | 325 139    | 80,0%  | 1.ª           | Ganhou |
| 2017 | Presidente            | 15 835 794 | 38,28% | 2.ª           | Perdeu |
| 2021 | Presidente            | 18 021 945 | 62,9%  | 1.º           | Ganhou |

## Sanções
Raisi é uma das nove autoridades iranianas listadas em novembro de 2019 sujeitas a sanções pelo Departamento de Estado dos Estados Unidos devido a supostas violações dos direitos humanos. Da mesma forma, Raisi também é sancionado pela União Europeia.